# Oskar Titz
Oskar Titz (* 24. August 1845 in (Berlin-)Köpenick; † 20. Oktober 1887 in Neu-Babelsberg) war ein deutscher Architekt und Bauunternehmer.
Oskar Titz war der Sohn des Architekten Eduard Titz und dessen (späterer) Ehefrau Charlotte Henriette Falkenberg. Er wurde auf den Namen Oskar Otto Eduard Isidor Falkenberg getauft und bekam erst später den Familiennamen seines Vaters. Seine Brüder waren der Architekt Felix Titz und der Dekorationsmaler Max Titz. Nach seiner Ausbildung war er zunächst bei seinem Vater tätig und hatte ab 1872 sein eigenes „Atelier für Architektur“, zunächst im Haus Alexandrinenstraße 23, ab 1874 im Haus Puttkamerstraße 12, später zusammen mit seinem Bruder Felix. 1873 errichtete er die Busse’schen Bierhallen, Oranienstraße 127. Von 1873 bis 1874 wurde nach seinem Entwurf das Stadttheater Gubin errichtet. 1875 begann er mit dem Brauerei-Restaurant Wilhelmstraße 92/93, das durch Hermann Ende und Wilhelm Böckmann als Haus des Architekten-Vereins zu Berlin (AVB) vollendet wurde. Er baute Villen, Klub-, Konzert- und Gesellschaftshäuser, sowie das Mausoleum für die Familie Gohl auf dem Dreifaltigkeitsfriedhof.
Oskar Titz war ab 1874 verheiratet mit Mathilde Emilie Auguste geb. Horst (1851–1936). Sein ältester Sohn war der Schauspieler Erich Kaiser-Titz.